# اکوپداگوژی
اکوپداگوژی (انگلیسی: Ecopedagogy) جنبش برآمده از تئوری و عمل علوم پرورشی انتقادی است، مجموعه ای از پراکسیس‌های آموزشی تحت تأثیر فیلسوف و مربی پائولو فریره. مأموریت اکوپداگوژی ایجاد قدردانی قوی از پتانسیل‌های جمعی بشریت و تقویت عدالت اجتماعی در سراسر جهان است. این کار را به‌عنوان بخشی از یک چشم‌انداز آینده‌محور، بوم‌شناختی و سیاسی انجام می‌دهد که به‌شدت با جهانی شدن ایدئولوژی‌هایی مانند نئولیبرالیسم و امپریالیسم مخالفت می‌کند و در عین حال تلاش می‌کند تا اشکال انتقادی سواد بوم‌شناختی را دامن بزند.